# Страх (фильм, 1954)
«Страх» (итал. La paura) или «Я больше не верю в любовь» (итал. Non credo più all'amore) — кинофильм режиссёра Роберто Росселлини, вышедший на экраны в 1954 году. Лента основана на одноимённой новелле Стефана Цвейга.

## Сюжет
Ирен Вагнер, супруга известного учёного профессора Вагнера, мучается угрызениями совести: пока её муж находился в заключении, она завела роман, который теперь хочет, но никак не может прекратить. Ситуация усугубляется, когда на пороге её кабинета появляется некая фройляйн Шульц, которая объявляет себя бывшей подружкой любовника Ирен и требует за своё молчание приличную сумму денег. Ирен находит деньги, однако по мере того, как аппетиты шантажистки растут, ей становится всё труднее скрывать от мужа своё душевное смятение...

## В ролях
- Ингрид Бергман — Ирен Вагнер
- Матиас Виман — профессор Альберт Вагнер
- Ренате Манхардт — Йоханна Шульц, она же Луиза Видор
- Курт Кройгер — Эрих Бауман
- Элизе Аулингер — экономка
- Эдит Шульце-Веструм
- Штеффи Штрук
- Аннелоре Вид
- Клаус Кински — исполнитель в кабаре